# Арсеньев, Николай Михайлович
Никола́й Миха́йлович Арсе́ньев (1764—1830), российский командир эпохи наполеоновских войн, генерал-майор Русской императорской армии.

## Биография
Николай Арсеньев родился в 1764 году в дворянской семье.
Был принят в Императорский сухопутный шляхетский кадетский корпус (Первый кадетский), откуда 18 февраля 1785 года в звании поручика был направлен на военную службу в регулярную армию. Затем, согласно архивам, Арсеньев был «вытребован к генерал-прокурорским делам» и назначен в город Иркутск на должность обер-прокурора. В чине майора в 1791 году вновь поступил на воинскую службу в Русскую императорскую армию.
В ходе польских событий 1794 года (Восстание Костюшко) Арсеньев получил ранения в обе ноги и «за отличие противу польских мятежников» был произведён командованием в подполковники.
3 февраля 1798 года Арсеньев получил погоны полковника и 8 июля 1798 года был назначен командовать Старобаденским (Козловским) мушкетерским полком.
29 января 1799 года он был удостоен звания генерал-майора и назначен на должность шефа Воронежского мушкетерского полка (37-й егерский полк).
Согласно решению суда «за незнание неистовых поступков подчиненных» Н. М. Арсеньев 15 ноября 1804 года был отстранён от службы.
Менее года спустя, 24 июля 1805 года он вернулся в войска и был утверждён шефом Навагинского мушкетерского полка (Вологодский 18-й пехотный полк).

В ходе Войны четвёртой антинаполеоновской коалиции Арсеньев принимал участие в баталии при Пултуске и сражении при Прейсиш-Эйлау, где вновь был ранен в ногу, затем участвовал восаде Данцига и обороне Кёнигсберга. 20 мая 1808 года за отличия был награждён орденом Святого Георгия 4-го класса 
в воздаяние отличного мужества и храбрости, оказанных в сражении против французских войск 29 мая при Гейльсберге, где командовал порученною частью с неустрашимостью и искусством.
Принимал участие в Русско-шведской войне1808—1809 г.г., но 21 января 1809 года был уволен в отставку по состоянию здоровья.
После начала вторжения Наполеона в Россию принял деятельное участие в формировании 7-й пехотного полка Московской военной силы и командуя дивизией ополчения принимал участие в ряде ключевых сражений Отечественной войны 1812 года.
9 октября 1816 года Арсеньев вновь поступил на военную службу и 25 ноября 1816 года был назначен окружным генералом Четвёртого округа Отдельного корпуса внутренней стражи (затем 7-го). 6 января 1825 года вышел в почётную отставку.
Николай Михайлович Арсеньев 2-й умер в 1830 году.